# Boorara
Boorara is een spookdorp in de regio Goldfields-Esperance in West-Australië.

## Geschiedenis
Ten tijde van de Europese kolonisatie leefden de Maduwongga Aborigines in de streek.
Boorara ligt in een goudveld met enkele goudmijnen een tiental kilometers ten oosten van Kalgoorlie. Op het einde van de 19e eeuw vond er een goldrush plaats.
In 1897 werd Boorara officieel gesticht. De naam is Aborigines van oorsprong maar de betekenis is niet bekend.

## 21e eeuw
Boorara maakt deel uit van het lokale bestuursgebied (LGA) City of Kalgoorlie-Boulder. Ook in de 21e eeuw vinden er nog mijnactiviteiten plaats, onder meer rond de Nimbusafzetting. 'Horizon Minerals' begon in 2020 met de ontwikkeling van een dagbouwmijn, het 'Boorara Gold Project', een kilometer ten zuidwesten van de Nimbusafzetting.

## Transport
Boorara ligt 613 kilometer ten oostnoordoosten van de West-Australische hoofdstad Perth, 217 kilometer ten noorden van Norseman en 17 kilometer ten oosten van het aan de Goldfields Highway gelegen Kalgoorlie, de hoofdplaats van het lokale bestuursgebied waarvan het deel uitmaakt.
De Trans-Australian Railway loopt langs Boorara maar er stoppen geen treinen.

## Klimaat
Boorara kent een warm steppeklimaat, BSh volgens de klimaatclassificatie van Köppen.